# Jean-Baptiste de Villèle
El conde Jean-Baptiste de Villèle (Toulouse, 14 de abril de 1773-Toulouse, 13 de marzo de 1854), usualmente llamado Joseph de Villèle o Jean-Baptiste de Villèle, fue un oficial de marina, plantador esclavista y estadista francés. Líder de la facción ultra-monárquica durante la Restauración borbónica, fue primer ministro de Francia en varias ocasiones, y alcalde de Toulouse entre 1815 y 1818. 

## Juventud
Jean-Baptiste Guillaume Joseph Marie Anne Séraphin de Villèle nació en el seno de la nobleza provincial, y fue educado para entrar en la marina francesa. En julio de 1788 se embarcó en la Bayonnaise, en Brest, sirviendo en las Indias Orientales y Occidentales. Miembro de una sociedad secreta monárquica y paramilitar, fue arrestado en la Isla de Borbón (actual Reunión) por los montañeses, pero fue liberado a raíz del golpe de Estado de Termidor (julio de 1794). Adquirió esclavos y quatro plantaciónes en la isla, y en 1799 se casó con la hija de monsieur Desbassyns de Richemont, pasando a administrar las propiedades de su suegro Su aprendizaje político comenzó en la Asamblea Colonial de Borbón, donde luchó con éxito para salvaguardar la colonia de las continuas interferencias de las autoridades de París (impedir la aplicación de la abolición de la esclavitud) ; igualmente, trató de evitar que el descontento popular en la isla hiciera que esta pasara a manos de los ingleses, que habían ofrecido su protección a la misma.
Con la llegada del nuevo gobernador de la isla, el general Decaen, nombrado por Napoleón Bonaparte en 1802, la seguridad de la isla se restauró, y cinco años después Villèle, que había acumulado una inmensa fortuna, regresó a Francia. Durante el Imperio, sería alcalde de su comuna y miembro del Consejo del Haute-Garonne (alto Garona).

## Restauración Francesa
Con la llegada de la Restauración borbónica en Francia en 1814, se declaró públicamente monárquico. Fue alcalde de Toulouse entre 1814 y 1815, y diputado por el departamento del Alto Garona en la ultramonárquica Chambre Introuvable de 1815.
Villèle, quien antes de la promulgación de la constitución había escrito sus Observations sur le projet de constitution (Observaciones sobre el proyecto de constitución), oponiéndose a la misma por considerarla demasiado democrática, se posicionó definitivamente entre las filas de los ultramonárquicos. En la nueva Cámara de 1816 el partido de Villèle se encontró en minoría, pero su autoridad personal dentro del mismo siguió incrementándose. Para los ministeriales del duque de Richelieu era el menos razonable de los miembros de su partido, mientras que para los "ultras" era el más seguro de sus líderes.
Bajo la ley electoral de 1817 el Abbé Grégoire, que popularmente se creía que había votado a favor de la muerte de Luis XVI durante la Convención, consiguió un escaño para la Cámara de Diputados. El partido conservador ganó fuerza ante la alarma generada por este hecho, y más aún tras el tremendo malestar generado a raíz de asesinato del duque de Berry. El primer ministro, el duque de Richelieu, fue obligado a admitir en su gabinete a los jefes del partido "ultra", Villèle y Corbière. Villèle, incómodo con Richelieu, dimitió al cabo de un año, pero con la caída de Richelieru a finales de 1821, fue nombrado ministro de finanzas y se convirtió en el líder de facto del gabinete.
Aunque no era un asiduo a la Corte, fue apoyado en ella por Sosthène de la Rochefoucauld y Madame du Cayla, y en 1822 Luis XVIII le concedió el título de conde de Villèle y lo nombró formalmente primer ministro de Francia. Inmediatamente, arremetió contra la oposición, imponiendo restrictivas leyes de prensa. El descubrimiento de pequeñas conspiraciones liberales le permitieron continuar con la represión. Aunque fue forzado por Chateaubriand y Mathieu de Montmorency en contra de su voluntad a participar en la expedición de los Cien Mil Hijos de San Luis, logró sumarse el tanto por el éxito de la campaña en 1823.
Mientras tanto había consolidado el poder de la monarquía persuadiendo a Luis XVIII de que acabara con la mayoría liberal en la Cámara de los Pares mediante el nombramiento de 27 nuevos pares de tendencia ultra. Aprovechando la temporaria popularidad de la monarquía ante el éxito de la campaña contra España, disolvió la Cámara de Diputados y convocó elecciones, haciéndose con una sólida mayoría (sólo hubo 19 diputados liberales). Con el nuevo parlamento, de siete años de legislatura, debería de haberle dado tiempo para restaurar buena parte de las medidas del Antiguo Régimen. La muerte de Luis XVIII, usualmente moderado en esos asuntos, espoleó los planes de Villèle, al subir al trono Carlos X, de tendencias firmemente ultras. La restauración de la monarquía absoluta parecía asegurada. Además, la prudente administración llevada a cabo desde 1815 había revalorizado la confianza en los bonos del estado, bajando su interés del 5 al 3 %,[cita requerida] con lo que el estado dispuso de un presupuesto considerablemente mayor. El gobierno de Villèle propuso usar el dinero liberado del pago de bonos para indemnizar con un billón de francos a los emigrados y monárquicas de la Revolución francesa, cuyos bienes habían sido requisados; también se propuso la restauración de los privilegios de las congregaciones religiosas.
Aunque ambas proposiciones, con algunas restricciones, fueron aprobadas, generaron un gran descontento popular. El sacrilegio se convirtió en un delito punible con la muerte por la Loi contre le blasphème (Ley contra la blasfemia) de 1825, y el gabinete comenzó a preparar una ley de mayorazgo que permitiría de nuevo la concentración de haciendas. Estas medidas levantaron una gran oposición en el país; temiendo la revuelta, el gobierno aprobó una nueva y restrictiva ley de prensa, llamada ley de justicia y amor, que fracasó en su intento de refrenar la oposición al gobierno. La Cámara de los Pares, temerosa de una nueva revolución, rechazó la ley de mayorazgo y la ley de prensa; el abucheo de la Guardia Nacional a Carlos X mientras éste pasaba revista obligó a abolir a la guardia, y en noviembre de 1827 se nombraron setenta y siete nuevos pares, que forzaron una nuevas elecciones generales. El nuevo parlamento, de mayoría liberal, era marcadamente hostil hacia el gobierno de Villèle, que tuvo que dimitir para dar paso al gobierno del moderado de Martignac. 
El nuevo gabinete de Martignac puso como condición de entrada el que Villèle fuera expulsado de la Cámara de los Pares, y Villèle, que había perdido el favor real, no volvió a participar en los asuntos públicos. Para el momento de su muerte había redactado sus memorias hasta el año 1816, que fueron completadas con su correspondencia privada en Mémoires et correspondance du comte de Villèle (París, 5 vols., 1887-90).